# Włościsława
Włościsława – staropolskie imię żeńskie. Składa się z członów: Włości- („panować”) i -sława („sława”). Oznacza „tę, która panuje nad swoją sławą”. 
Włościsława imieniny obchodzi 3 stycznia.